# Acampo
Acampo – miejscowość (census-designated place) w USA, w stanie Kalifornia, w hrabstwie San Joaquin. Według spisu ludności przeprowadzonego przez United States Census Bureau, w roku 2010 Acampo miało 341 mieszkańców. Miejscowość jest położona na wysokości 16 m n.p.m. i zajmuje powierzchnię 2,428 km².